# 弗留利球場
弗留利球場（義大利語：Stadio Friuli）是位於意大利烏迪內的一座多用途體育場。目前多用來舉辦足球比賽，該球場是烏迪內斯足球俱樂部的主場球場。球場建成於1976年，現可容納觀眾數為41,652人。1990年世界杯足球賽E組有三場賽事在弗留利球場舉辦。此外，該球場還定期舉辦音樂會等活動。2013年，烏迪內足球俱樂部和烏迪內市政府簽訂弗留利球場99年租約合同。